# Župnija Stara Loka
Župnija Stara Loka je rimskokatoliška teritorialna župnija Dekanije Škofja Loka Nadškofije Ljubljana.

## Sakralni objekti
- Cerkev sv. Jurija, Stara Loka (župnijska cerkev)
- Cerkev sv. Gabriela, Planica
- Cerkev sv. Križa, Križna Gora
- Cerkev Marijinega oznanenja, Crngrob
- Cerkev sv. Uršule, Pevno